# Myinodes atlantica
Myinodes atlantica är en fjärilsart som beskrevs av Hausmann 1994. Myinodes atlantica ingår i släktet Myinodes och familjen mätare. Inga underarter finns listade i Catalogue of Life.